# 3. Liga Frauen (Handball) 2025/26
Die Saison 2025/2026 der 3. Liga ist die 16. Spielzeit der dritthöchsten deutschen Spielklasse im Handball der Frauen.

## Vorrunde
Die Spielkommission der 3. Liga legte die Staffeleinteilung der Vorrunde für die Spielzeit fest.
Legende:

### Staffel Nord
| Pl.                 | Verein                      | Sp. | S | U | N | Tore  | Diff. | Punkte |
| ------------------- | --------------------------- | --- | - | - | - | ----- | ----- | ------ |
| 1.                  | TV Hannover-Badenstedt      | 0   | 0 | 0 | 0 | 00:00 | ±0    | 00:00  |
| 2.                  | VfL Oldenburg II            | 0   | 0 | 0 | 0 | 00:00 | ±0    | 00:00  |
| 3.                  | TuS 97 Bielefeld-Jöllenbeck | 0   | 0 | 0 | 0 | 00:00 | ±0    | 00:00  |
| 4.                  | Frankfurter Handball Club   | 0   | 0 | 0 | 0 | 00:00 | ±0    | 00:00  |
| 5.                  | Buxtehuder SV II            | 0   | 0 | 0 | 0 | 00:00 | ±0    | 00:00  |
| 6.                  | SV Henstedt-Ulzburg         | 0   | 0 | 0 | 0 | 00:00 | ±0    | 00:00  |
| 7.                  | TSV Nord Harrislee          | 0   | 0 | 0 | 0 | 00:00 | ±0    | 00:00  |
| 8.                  | HSG Blomberg-Lippe II       | 0   | 0 | 0 | 0 | 00:00 | ±0    | 00:00  |
| 9.                  | TSV Altenholz               | 0   | 0 | 0 | 0 | 00:00 | ±0    | 00:00  |
| 10.                 | SV Grün-Weiß Schwerin       | 0   | 0 | 0 | 0 | 00:00 | ±0    | 00:00  |
| 11.                 | SFN Vechta (N)              | 0   | 0 | 0 | 0 | 00:00 | ±0    | 00:00  |
| 12.                 | SV Todesfelde (N)           | 0   | 0 | 0 | 0 | 00:00 | ±0    | 00:00  |
| Stand: 6. Juli 2025 |                             |     |   |   |   |       |       |        |

### Staffel Mitte
| Pl.                 | Verein                   | Sp. | S | U | N | Tore  | Diff. | Punkte |
| ------------------- | ------------------------ | --- | - | - | - | ----- | ----- | ------ |
| 1.                  | HSG Bad Wildungen (A)    | 0   | 0 | 0 | 0 | 00:00 | ±0    | 00:00  |
| 2.                  | SG Mainz-Bretzenheim (A) | 0   | 0 | 0 | 0 | 00:00 | ±0    | 00:00  |
| 3.                  | 1. FSV Mainz 05 II       | 0   | 0 | 0 | 0 | 00:00 | ±0    | 00:00  |
| 4.                  | 1. FC Köln               | 0   | 0 | 0 | 0 | 00:00 | ±0    | 00:00  |
| 5.                  | HSG Rodgau Nieder-Roden  | 0   | 0 | 0 | 0 | 00:00 | ±0    | 00:00  |
| 6.                  | PSV Recklinghausen       | 0   | 0 | 0 | 0 | 00:00 | ±0    | 00:00  |
| 7.                  | TB Wülfrath              | 0   | 0 | 0 | 0 | 00:00 | ±0    | 00:00  |
| 8.                  | Thüringer HC II          | 0   | 0 | 0 | 0 | 00:00 | ±0    | 00:00  |
| 9.                  | TV Aldekerk              | 0   | 0 | 0 | 0 | 00:00 | ±0    | 00:00  |
| 10.                 | HSG Bensheim/Auerbach II | 0   | 0 | 0 | 0 | 00:00 | ±0    | 00:00  |
| 11.                 | TSG Leihgestern (N)      | 0   | 0 | 0 | 0 | 00:00 | ±0    | 00:00  |
| 12.                 | HC Leipzig II (N)        | 0   | 0 | 0 | 0 | 00:00 | ±0    | 00:00  |
| Stand: 6. Juli 2025 |                          |     |   |   |   |       |       |        |

### Staffel Süd
| Pl.                 | Verein                     | Sp. | S | U | N | Tore  | Diff. | Punkte |
| ------------------- | -------------------------- | --- | - | - | - | ----- | ----- | ------ |
| 1.                  | TSG Ketsch (A)             | 0   | 0 | 0 | 0 | 00:00 | ±0    | 00:00  |
| 2.                  | HCD Gröbenzell             | 0   | 0 | 0 | 0 | 00:00 | ±0    | 00:00  |
| 3.                  | HC Erlangen                | 0   | 0 | 0 | 0 | 00:00 | ±0    | 00:00  |
| 4.                  | HSG St. Leon/Reilingen     | 0   | 0 | 0 | 0 | 00:00 | ±0    | 00:00  |
| 5.                  | SG Kappelwindeck/Steinbach | 0   | 0 | 0 | 0 | 00:00 | ±0    | 00:00  |
| 6.                  | SG Schozach-Bottwartal     | 0   | 0 | 0 | 0 | 00:00 | ±0    | 00:00  |
| 7.                  | SV Allensbach              | 0   | 0 | 0 | 0 | 00:00 | ±0    | 00:00  |
| 8.                  | TSG Friesenheim            | 0   | 0 | 0 | 0 | 00:00 | ±0    | 00:00  |
| 9.                  | TSV Haunstetten            | 0   | 0 | 0 | 0 | 00:00 | ±0    | 00:00  |
| 10.                 | TSV Wolfschlugen           | 0   | 0 | 0 | 0 | 00:00 | ±0    | 00:00  |
| 11.                 | TuS Schutterwald (N)       | 0   | 0 | 0 | 0 | 00:00 | ±0    | 00:00  |
| 12.                 | TSV Ismaning (N)           | 0   | 0 | 0 | 0 | 00:00 | ±0    | 00:00  |
| Stand: 6. Juli 2025 |                            |     |   |   |   |       |       |        |